# 莎拉·比安奇
 莎拉·比安奇（英語：Sarah Bianchi，1973年2月16日—），美國政治顧問、投資分析師，於2021年10月4日就任美國貿易副代表 。比安奇出生於亞特蘭大。她就讀於哈佛大學，與前美國副總統艾爾·高爾的女兒卡瑞娜·高爾是室友。

## 外部連結
- C-SPAN內的頁面（英文）